# فنتانیل
فنتانیل (به انگلیسی: Fentanyl) یک شبه‌مرفین بسیار قوی است و برای بی‌هوشی استفاده می‌شود. قدرت آن 900 برابر هروئین است.

## کاربرد
فنتانیل با قدرت اثر ضد درد چند برابر هروئین، در دهه ۱۹۶۰ (میلادی) به عنوان هوشبر با تزریق به سیاهرگ معرفی شد. کاربرد اصلی آن به عنوان پیش‌دارو و آرام‌بخش پیش از بیهوشی در اتاق عمل است. امروزه، فنتانیل‌ها به‌طور گسترده‌ای برای بیهوشی و تسکین درد استفاده می‌شوند.
فنتانیل به صورت آمپول، پچ پوستی، قرص (لوزنج) و قرص زیرزبانی استفاده می‌شود.

## چگونگی اثر
این ماده برخلاف مخدرهای طبیعی مانند تریاک، مرفین و هروئین ریشه گیاهی و طبیعی ندارد و تنها در آزمایشگاه تولید می‌شود.
با سرعتی بیشتر از مرفین و هروئین از پوسته محافظ مغز و طناب نخاعی عبور می‌کند و با قدرتی اعجاب‌آور بروی گیرنده‌های مرفینی مغز تأثیر می‌گذارد.

## اثربخشی
اثربخشی فنتانیل ۱۰۰ برابر مرفین (۸۰ برابر هروئین دارویی) است.

## عوارض جانبی
کاهش فشار خون، دیاستولی و کاهش اشباع اکسیژن خون، تهوع و استفراغ، توهم، ایست تنفسی و مرگ.

## سوءمصرف
این دارو تأثیراتی مشابه هروئین و حتی مخرب‌تر از آن ایجاد می‌کند. فنتانیل به سرعت بروی دستگاه تنفس و کارکرد قلب تأثیر می‌گذارد. گاهی حتی پیش از سرخوشی با از کار افتادن دستگاه تنفسی، مصرف‌کننده دچار بیهوشی شده و در آستانه مرگ قرار می‌گیرد.
در چند سال گذشته فنتانیل به شکل غیرقانونی وارد بازار مواد مخدر و باعث مرگ تعداد بسیار زیادی از مصرف‌کنندگان آن شده‌است. سوءمصرف فنتانیل در برخی کشورهای جهان رواج یافته‌است. در کانادا روزانه یک نفر جان خود را به دلیل بیش‌مصرفی فنتانیل از دست می‌دهد. امروزه در شهر ونکوور تنها فنتانیل توزیع می‌شود و ۱۰۰٪ جای هروئین را در این شهر گرفته‌است.
سناتور «راجر مارشال»: ۳۰۰ جوان آمریکایی هر روز بر اثر مسمومیت با فنتانیل جان خود را از دست می‌دهند. این قاتل شماره یک جوانان آمریکایی است. دسترسی به فنتانیل این روزها راحت‌تر از سفارش پیتزا است.
فنتانیل در رده «داروهای فوق خطرناک» در ایالات متحده آمریکا، کانادا و استرالیا دسته‌بندی شده‌است.

## اعدام
در اوت ۲۰۱۸ (میلادی) در ایالت نبراسکا از فنتانیل برای اجرای حکم اعدام یک متهم به قتل استفاده شد. شرکت داروسازی آلمانی «کابی» تولیدکننده فنتانیل در اجرای این حکم یک هفته پیش از اعدام تلاش کرد تا با طرح یک دعوی قضایی جلوی اجرای این حکم اعدام را بگیرد. اما دادستان کل ایالت نبراسکا به این دلیل که «مردم نبراسکا با درصد بالایی خواهان از سرگرفتن مجازات اعدام «کاری دین مور» [معدوم] شده بودند.» دادخواست را رد کرد.
در ژوئیه ۲۰۱۸ نیز ایالت نوادا قصد داشت برای اعدام یکی از محکومان از فنتانیل استفاده کند. اما در پی طرح یک دعوی قضایی در دادگاه این ایالت، اجرای آن را به تعلیق درآمد.

## در ایران
از چند سال پیش، چسب‌های آزادکننده تدریجی فنتانیل برای آرام کردن دردهای شدید سرطان در ایران هم تولید می‌شوند.